# Maxmilián Vratislav z Mitrovic
Maxmilián Vratislav z Mitrovic (německy Maximilian Wratislaw-Mitrowicz, druhá polovina 17. století) byl český šlechtic z rodu Vratislavů z Mitrovic. 

## Život
Maxmilián Vratislav z Mitrovic pocházel z „turecké“ linie rodu. Žil ve druhé polovině 17. století a byl synem svobodného pána Petra Arnošta a jeho manželky Anežky Alžběty Bechyňové z Lažan. 
Jeho bratr František Ignác zastával významné státní úřady. Maxmilián, podobně jako bratr Václav, vstoupil do řádu kajetánů (theatinů) a soudě dle místa vydání jeho dvou (známých) spisů lze usuzovat, že působil zřejmě v Čechách a Haliči. Tituly těchto spisů zněly: Kwítek w církewi swaté wykwétlý, totižto wýtah díwotworného žiwota blah. Ondřeje Avellina, řádu Theatinského (Praha 1684, Dobroslawin, 8°.) a Díwotworný řeholního knežstwa patriarcha sw. Cajetanus králowstwí sicilianských a bawarské krajiny plnomocně wywolený patronus jehožto swatý žiwot z wlaské, lat. a něm. řeči jest na swětlo wydaný... (Leopol 1693, A. Milcewsky, 4°.).